# Tess Wiley

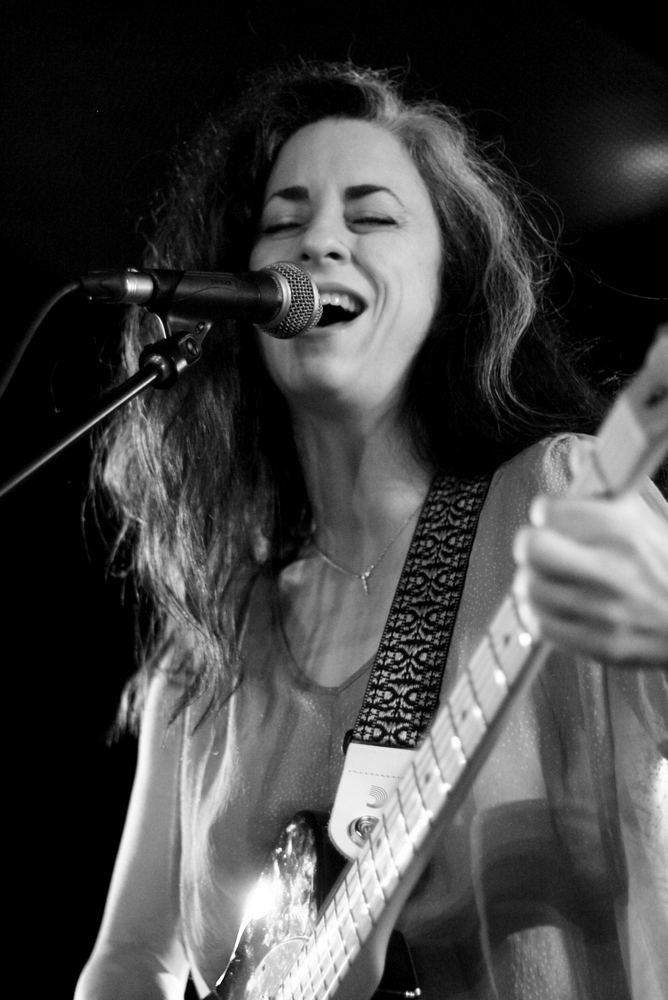
Tess Wiley (2015)

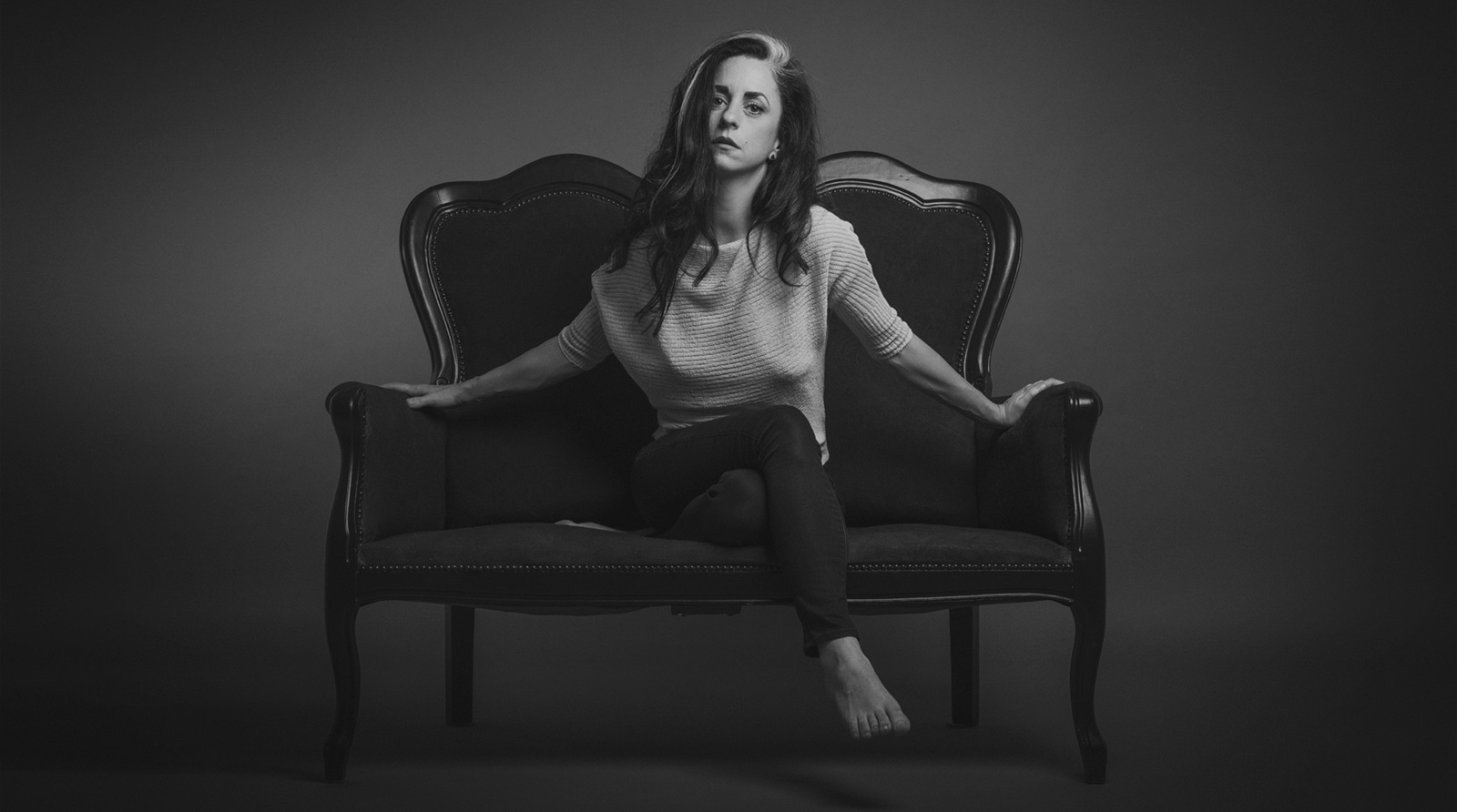
Tess Wiley (2016)

Tess Wiley (* 9. November 1974 in Houston als Elisabeth Wiley) ist eine amerikanische Musikerin, die in Gießen (Deutschland) lebt.

## Leben
Tess Wiley wurde als Tochter des Grammy-Gewinners, Produzenten, Musikers und Arrangeurs Fletch Wiley und der Autorin und Dichterin Kathryn Wiley geboren. Sie zeigte schon sehr früh Interesse an der Musik und dem Komponieren und lernte bereits als Fünfjährige das Klavier-, als Zwölfjährige Violine- und mit Vierzehn das Gitarrespielen.
Während des Besuchs der High School for the Performing and Visual Arts mit dem Hauptfach Klavier war sie Frontsängerin der Band Nothing In Return, die aber im Gegensatz zu ihrer klassischen Musikausbildung auf Heavy Metal ausgerichtet war.
Bereits während ihres Studiums an der University of Texas at Austin wandte sie sich als Singer-Songwriter dem eher beschaulichen Folk-Rock-Stil zu, wobei einzelne Lieder auch durch Americana oder Pop beeinflusst sind.
Durch ein Stipendium kam sie nach Schweden und verbrachte, inspiriert durch ihre klassische Ausbildung, Zeit in Österreich.
Durch ihre Heirat mit dem Journalisten sowie Musik- und Videoregisseur Christian Roth zog sie nach Gießen. Der Ehe entstammen zwei Söhne. Neben ihrer Tätigkeit als Singer-Songwriter und den entsprechenden Konzerten unterrichtet sie Musik und Englisch.

## Karriere
Nachdem Tess Wiley während ihrer Ausbildungszeit Frontfrau der Band Nothing In Return war, wirkte sie zwischen 1994 und 1995 als Gitarristin bei der Band Sixpence None the Richer während deren Europa- und Amerikatour mit und schrieb den Song Disconnect für deren Platte This Beautiful Mess. Wiley verließ die Band kurz nach der Amerika-Tour und begann ihre Songs unter verschiedenen Namen wie Splendora, Phantasmic und Tess Wiley and her Orchestra aufzunehmen.
Neben der Zusammenarbeit mit Künstlern wie Paul Bryan (Aimee Mann), Jay Bellerose (Elvis Costello), Dirk Darmstaedter, Gregor McEwan und Stefan Stoppok und der Band Velour 100 veröffentlichte sie seit dem Jahr 2001 ihre CDs unter dem Namen Tess Wiley.

## Diskografie
- 1995: Disconnect (Songbeitrag als Mitglied von Sixpence None the Richer)
- 1999: The Energy You Keep (im Rahmen ihrer Band Tess Wiley and her Orchestra)
- 2001: Rainy Day Assembly (Effanel)
- 2004: Not Quite Me (Tapete Records)
- 2007: Superfast Rock ’n’ Roll Played Slow (Tapete Records)
- 2010: Tess Wiley – Live
- 2012: Ticket to the Moon (Mitwirkung bei Album von Leland P.)
- 2013: Little Secrets (Nordpol Records)
- 2018: Femme Sole (What we call Records)